# The Chocolate War
The Chocolate War (De chocoladeoorlog) is een jeugdboek uit 1974 van de Amerikaanse schrijver Robert Cornier. De thema's zijn pesten, corruptie en de eenzame strijd van een eenling hiertegen die hij uiteindelijk kansloos verliest. Het verhaal wordt verteld vanuit het standpunt van de alwetende verteller.

## Inhoud
Jerry Renault (14) is een eerstejaars op de katholieke highschool Trinity. Op deze school bestaat een geheim genootschap, de Wakers. De leden zijn jongens uit de hoogste klassen en ze geven onder bedreiging opdrachten aan jongere leerlingen. Meestal behelzen dit ludieke acties met een sinistere ondertoon. Zo moet Jerry's enige vriend Roland Guelneaut (bijgenaamd de Walnoot) alle schroeven uit de tafels en stoelen in een leslokaal draaien zodat de dag erna de hele zaak in elkaar stort onder de les. Hoewel John Carter de nominale leider van de Wakers is, ligt de werkelijke macht bij Archie Costello, die de plannen maakt en alle grappen bedenkt.
Inmiddels bedenkt het vervangend schoolhoofd broeder Leon het ambitieuze plan om in de jaarlijkse verkoop van chocolade door scholieren twee keer zoveel chocolade te verkopen tegen de dubbele prijs. Het werkelijke schoolhoofd is al lange tijd ziek en broeder Leon aast zelf op de positie. Hij heeft voor de inkoop van de chocolade echter geld gebruikt dat niet hiervoor bedoeld was, dus staat onder zware druk de verkoop tot succes te maken. Hiervoor wil hij via de Wakers druk uitoefenen op de leerlingen. In ruil hiervoor zal broeder Leon de Wakers (tot dan toe gezien als schoolbende en als zodanig verboden) erkennen. Archie bedenkt nu om broeder Leon zijn macht te tonen, het plan om bij de volgende grap een leerling te dwingen te weigeren chocolade te verkopen. De leerling die hiertoe wordt gedwongen is Jerry. Hij moet tien dagen lang weigeren te verkopen, wat hij dan ook tot grote verbazing en schrik van de leerlingen en docenten doet. Tot iedereens grote verbazing zegt Jerry de elfde dag eveneens 'nee', en blijft dit doen.
Leerlingen bewonderen deze daad die wordt gezien als verzet tegen de gevestigde orde, maar broeder Leon en de Wakers zien dit als een bedreiging: er bestaat een kans dat ook andere leerlingen niet meer willen verkopen. Broeder Leon eist dat de Wakers hier iets aan doen, anders zal het snel afgelopen zijn met hun geheime clubje! Jerry wordt aanvankelijk door de Wakers geïntimideerd, en als dit geen effect sorteert, worden zijn spullen vernield. Alle leerlingen worden tegen Jerry opgezet, alleen de Walnoot blijft zijn vriend maar doet verder vrijwel niets om hem te helpen. Verder chanteren de Wakers een vijfdeklasser, Emile: als hij Jerry geen lesje leert, zullen de Wakers rondbazuinen dat ze hem hebben betrapt terwijl hij in het toilet stond te masturberen. Emile kwijt zich van zijn taak en slaat uiteindelijk de veel jongere Jerry in elkaar. Maar de volgende dag zegt Jerry nog steeds 'nee'. Onder de terreur van de Wakers hebben de leerlingen inmiddels alle chocola verkocht op vijftig dozen na: de dozen die Jerry had moeten verkopen.
Archie bedenkt nu een bizarre finale: een bokswedstrijd op het sportveld tussen Jerry en Emile. De Wakers halen Jerry over mee te doen door het te presenteren als een kans wraak te nemen op Emile. Emile is sowieso wel te porren voor geweld. Tegen de prijs van een doos chocola mogen de leerlingen een papiertje in een bus doen met daarop een suggestie voor een aanval. Telkens wordt een papiertje getrokken en om de beurt moeten Jerry en Emile de gevraagde aanval uitvoeren: een kaakslag, een stomp in het gezicht, een klap in het kruis.
Jerry gaat kansloos ten onder tegen de veel oudere jongen, die hem bijna letterlijk het ziekenhuis inslaat voor de docent broeder Jacques intervenieert. Terwijl Jerry in de armen van de Walnoot ligt te wachten op de ambulance zegt hij dat hij op geen enkele manier had kunnen winnen en dat het misschien beter was geweest wanneer hij gewoon had gedaan wat de Wakers wilden. Broeder Jacques is woedend en wil de Wakers aanpakken maar broeder Leon houdt hem tegen en vertelt Archie dat ze vanaf nu zijn steun hebben: het docentenkorps en de bende hebben vanaf nu een openlijk pact. Het volgende jaar zal broeder Leon schoolhoofd zijn en hij zal de Wakers en Archie beschermen, als dank voor hun hulp bij de chocoladeverkoop Het boek eindigt met Jerry die wordt afgevoerd in de ambulance.